# Вилжиф
Вилжиф (фр. Villejuif) град је у Француској у региону Ил де Франс, у департману Долина Марне.
По подацима из 2006. године број становника у месту је био 50.571.

## Демографија
| 1962.  | 1968.  | 1975.  | 1982.  | 1990.  | 1999.  | 2006.  | 2011.  |
| ------ | ------ | ------ | ------ | ------ | ------ | ------ | ------ |
| 46.116 | 51.120 | 55.606 | 52.448 | 48.405 | 47.384 | 50.571 | 55.923 |

## Партнерски градови
- Нојбранденбург
- Јамбол
- Мирандола
- Дунаујварош
- Vila Franca de Xira